# Inventaire communal
Pour les articles homonymes, voir IC et ICO.
L'inventaire communal, également abrégé sous les sigles IC ou ICO, est une enquête statistique menée par l'Insee, ayant pour but de recenser, dans chaque commune française, les équipements, commerces et services qui y sont proposés à une date donnée, permettant ainsi de connaître leur densité d'implantation et leur fréquentation.
À ce jour, quatre inventaires communaux ont été réalisés : en 1970, 1980 et 1988 et 1998.

## Modalités de l'enquête
Les données sont fournies par les mairies, sauf pour les zones les plus peuplées qui ne sont pas enquêtées : Paris et sa petite couronne (Hauts-de-Seine, Seine-Saint-Denis, Val-de-Marne), et les villes de plus de 30 000 habitants.

## Exploitation des résultats
Une partie des résultats de la dernière enquête (1998) est disponible gratuitement sur le site web de l'Insee, soit pour une consultation commune par commune (mais seulement pour 19 des 150 types d'équipements recensés), soit pour toutes les communes d'un département (sur des données synthétiques relatives au niveau et à l'éloignement des équipements). Le site propose également une comparaison avec l'enquête de 1988 à l'échelle du canton, de l'arrondissement ou de la petite région agricole (seulement pour les 36 types d'équipements comparables, les nomenclatures n'étant pas les mêmes d'une enquête à l'autre), ainsi que des cartes qui exploitent les données afin de mettre en évidence des pôles d'attraction et des zones de chalandise.
De plus, l'ensemble de la base de données est commercialisé par l'Insee sur support CD-ROM au format DBase, région par région, ou pour la totalité du territoire. L'Insee édite également des ouvrages reprenant ces données.